# Otar Tušišvili
Otar Tušišvili (gruzínsky ოთარ თუშიშვილი) nebo (anglicky Otar Tushisvili), (* 14. června 1978 v Gori, Sovětský svaz) je bývalý gruzínský zápasník – volnostylař, olympijský medailista z roku 2008.

## Sportovní kariéra
S volným stylem začal v 9 letech v Gori pod vedením Meraba Muzijašviliho a později se připravoval pod vedením Nugzara Schireliho. V mládí prošel juniorskými výběry Gruzie a v roce 1999 se poprvé objevil v seniorské reprezentaci. V roce 2000 byl nominován na olympijské hry v Sydney v pérové váze. V základní skupině prohrál oba zápasy a skončil na 15. místě. V roce 2004 se kvalifikoval na olympijské hry v Athénách. V prvním zápase základní skupiny proti Kubánci Carlosu Ortízovi se však zranil a skončil celkově na posledním 21. místě. V roce 2008 startoval na svých třetích olympijských hrách v Pekingu a poprvé dokázal na olympijský turnaj vyladit formu. Zaváhal pouze v semifinále proti Ramazanu Şahinovi z Turecka, v boji o třetí místo porazil Kubánce Geandry Garzóna a získal bronzovou olympijskou medaili. V roce 2012 vybojovat čtvrtou účast na olympijských hrách v Lodnýně, ale jeho snažení skončilo v prvním kole. Následně ukončil sportovní kariéru. Věnuje se trenérské práci.

## Výsledky
| Turnaj             | 1999        | 2000        | 2001        | 2002       | 2003       | 2004       | 2005       | 2006       | 2007       | 2008       | 2009       | 2010       | 2011       | 2012       |
| Turnaj             | 21          | 22          | 23          | 24         | 25         | 26         | 27         | 28         | 29         | 30         | 31         | 32         | 33         | 34         |
| Turnaj             | pérová váha | pérová váha | pérová váha | lehká váha | lehká váha | lehká váha | lehká váha | lehká váha | lehká váha | lehká váha | lehká váha | lehká váha | lehká váha | lehká váha |
| ------------------ | ----------- | ----------- | ----------- | ---------- | ---------- | ---------- | ---------- | ---------- | ---------- | ---------- | ---------- | ---------- | ---------- | ---------- |
| Olympijské hry     |             | 15.         |             |            |            | 21.        |            |            |            | 3.         |            |            |            | 12.        |
| Mistrovství světa  | 19.         |             | 8.          | 9.         | 5.         |            | 3.         | 2.         | 3.         |            | —          | 18.        | —          |            |
| Mistrovství Evropy | 3.          | 5.          | 3.          | —          | 14.        | 5.         | —          | 5.         | —          | —          | —          | 3.         | —          | 5.         |